# 隠岐農業協同組合
隠岐農業協同組合（おきのうぎょうきょうどうくみあい、通称JA隠岐）は、島根県隠岐郡隠岐の島町に本店を置いていた農業協同組合。
ATMでは、JAバンクのカードは稼働時間内の終日において、また三菱東京UFJ銀行（現・三菱UFJ銀行）のカードは平日のみにおいて、それぞれ自行扱いとなっていた。金融機関コードは7691。支店数は2店舗。
2015年3月1日を以て島根県の他の農業協同組合と合併して島根県農業協同組合（JAしまね）の隠岐地区本部となった。

## 本店所在地
- 島根県隠岐郡隠岐の島町城北町151